# Mapogoro (Mbarali)
Mapogoro ist ein Bezirk (Ward) des Distriktes Mbarali in der tansanischen Region Mbeya.

## Geografie
Mapogoro liegt im Südwesten von Tansania und grenzt im Süden an die Region Njombe. Der Bezirk wird hauptsächlich von Wasangu, Wabena, Wawanji, Wanyakyusa, Sukuma, Wamasai und Wahehe. bewohnt. Im Süden steigt das Land zu bewaldeten Bergen an. Diese gehören zum insgesamt 1574 Quadratkilometer großen Mpanga Kipengere Wildreservat. Die Fläche des Bezirks beträgt 499,8 Quadratkilometer, bei der Volkszählung 2022 wohnten 37.753 Menschen in 9610 Haushalten.

## Gliederung
Der Bezirk besteht aus neun Gemeinden (Mtaa) mit 49 Orten (Kitongoji):
| Itamba - Mtakuja - Mlangali - Mapogoro - Mbungu - Mahango - Mapangala | Mabadaga - Mwanjelwa - Utage - Munyurunyuru A - Munyurunyuru B - Manyoro A - Manyoro B | Nyangulu - Nyangulu A - Nyangulu B - Bogoro - Tambukaleli | Mbuyuni - Mkola - Maduli - Makondo - Mlimani - Magomeni - Muungano - Kinawaga - Uvanga | Msesule - Njola - Matenkini - Mtambani | Mtamba - Mtamba A - Mtamba B - Kilambo - Mlangali A - Mlangali B | Ukwama - Ukwama A - Ukwama B - Idege - Mbuyuni - Lambitali | Ukwavila - Msumbiji - Ibohora - Ivaji - Chang'ombe - Tambalagosi - Ifushilo | Uturo - Uturo A - Uturo B - Mabambila A - Mabambila B - Kilambo A - Mahango |

## Wirtschaft und Infrastruktur
Die wichtigsten wirtschaftlichen Aktivitäten des Bezirkes sind Landwirtschaft, Viehzucht, Fischerei, Tourismus und Bergbau.
- Landwirtschaft: Mehr als 9000 Landwirte bauen Reis, Mais, Hirse, Sonnenblumen, Erdnüsse, Bohnen, Süßkartoffeln und Gemüse an. Die häufigsten Nutztieren sind Rinder und Ziegen.[3]
- Bildung: Die staatliche Malenga Secondary School wurde 1998 eröffnet und bildet  Burschen und Mädchen bis zur 4. Stufe aus.[8] Daneben gibt es acht Grundschulen.[3]
- Gesundheit: Das Gesundheitszentrum in Madabaga bietet neben Malaria-Diagnose und -Erstbehandlung, HIV-Pflege und -Behandlung und Mutter-Kind-Pflege auch kleine chirurgische Eingriffe an.[9] Außerdem gibt es noch Apotheken in Miyombweni und Chokaa.[10][11]
- Nationalstraße: Durch den Bezirk verläuft die Nationalstraße T1. Diese verbindet die Regionshauptstadt Mbeya im Westen mit Daressalam.[12]
- Eisenbahn: Parallel zur Nationalstraße verläuft die von Tanzania–Zambia Railway betriebene Bahnlinie von Daressalam nach Mbeya und weiter nach Sambia.[13]